# Stempelriss

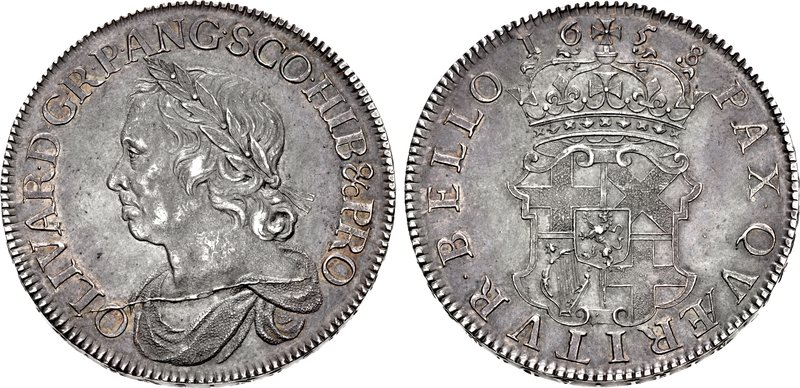
Cromwelltaler von 1658 – der Stempelriss (quer über den Hals) wurde mit Cromwells postumer Enthauptung in Verbindung gebracht

Stempelriss oder Stempelsprung ist ein durch das Material des Münzstempels bedingter Stempelfehler, der eine Wulst im Prägebild der Münze oder Medaille erzeugt. Er befindet sich stets an der gleichen Stelle des Gepräges.
Der Stempelriss kann durch die Belastung des Stempels entstehen, wenn der Stahl nicht richtig gehärtet wurde, sodass der Stahl zu hart und zu spröde ist. Der Stempel kann auch brechen, wenn das Relief der Münze oder Medaille zu hoch ist, sodass die erforderliche Kraft für die Prägung zu groß ist.
Zufällige Erscheinungen im Münzbild, wie zum Beispiel der Stempelriss durch den Hals des Lordprotektors Oliver Cromwell auf dem Cromwelltaler oder das durch einen Stempelriss entstandene zerbrochene Kurschwert des Kurfürsten Johann Friedrich des Großmütigen auf einigen Schmalkaldischen Bundestalern von 1547, dem Jahr seiner Gefangennahme, wurden vor der Zeit der Aufklärung mitunter rückblickend für ein gutes oder schlechtes Omen gehalten. Für diese Stücke wurden höhere Preise gezahlt als für fehlerfreie Münzen.
Liegt der Fehler im Material des Münzrohlings, spricht man vom Schrötlingsriss.